# Курськ (селище)
Курськ (рос. Курск) — селище у Волосовському районі Ленінградської області Російської Федерації.
Населення становить 1331 особу. Належить до муніципального утворення Большеврудське сільське поселення.

## Історія
Від 1 серпня 1927 року належить до Ленінградської області.

## Населення
| 1990 | 1997  | 2007  | 2010  | 2013  | 2014  | 2017  |
| ---- | ----- | ----- | ----- | ----- | ----- | ----- |
| 1077 | ↗1222 | ↘1177 | ↗1259 | ↗1310 | ↗1340 | ↘1331 |